# 马恩河畔维利耶
马恩河畔维利耶（法語：Villiers-sur-Marne，法語發音：[vilje syʁ maʁn] ⓘ）是法国法蘭西島大區马恩河谷省的一个市镇，属于马恩河畔诺让区。

## 地理
马恩河畔维利耶（48°49'39"N, 2°32'41"E）面积4.33 平方千米，位于法国法蘭西島大區马恩河谷省，该省份为法国北部内陆省份，毗邻巴黎。
与马恩河畔维利耶接壤的市镇（或旧市镇、城区）包括：大努瓦西、马恩河畔布里、马恩河畔尚皮尼、勒普莱西特雷维斯。

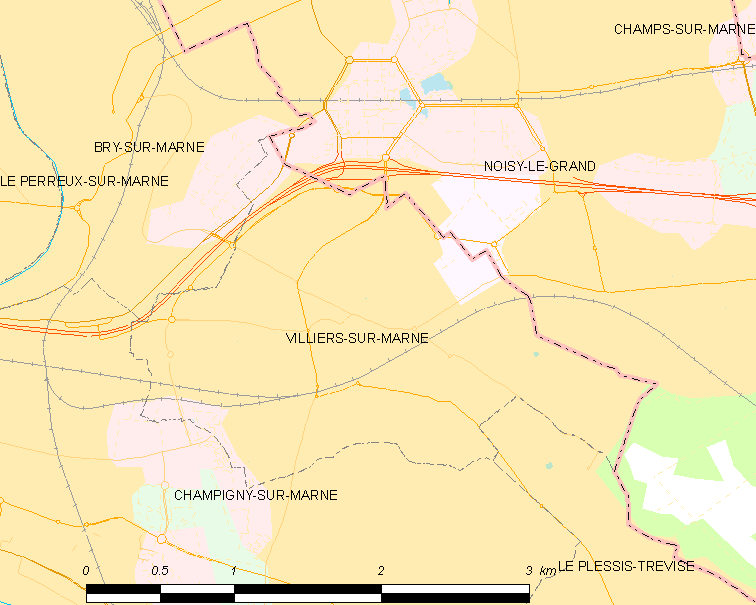
马恩河畔维利耶的OSM定位图

马恩河畔维利耶的时区为UTC+01:00、UTC+02:00（夏令时）。

## 行政
马恩河畔维利耶的邮政编码为94350，INSEE市镇编码为94079。

## 政治
马恩河畔维利耶所属的省级选区为马恩河畔维利耶县。

## 人口

1962-2008年间马恩河畔维利耶人口变化图示

马恩河畔维利耶于2022年1月1日时的人口数量为32547人。